# Otto Senffleben

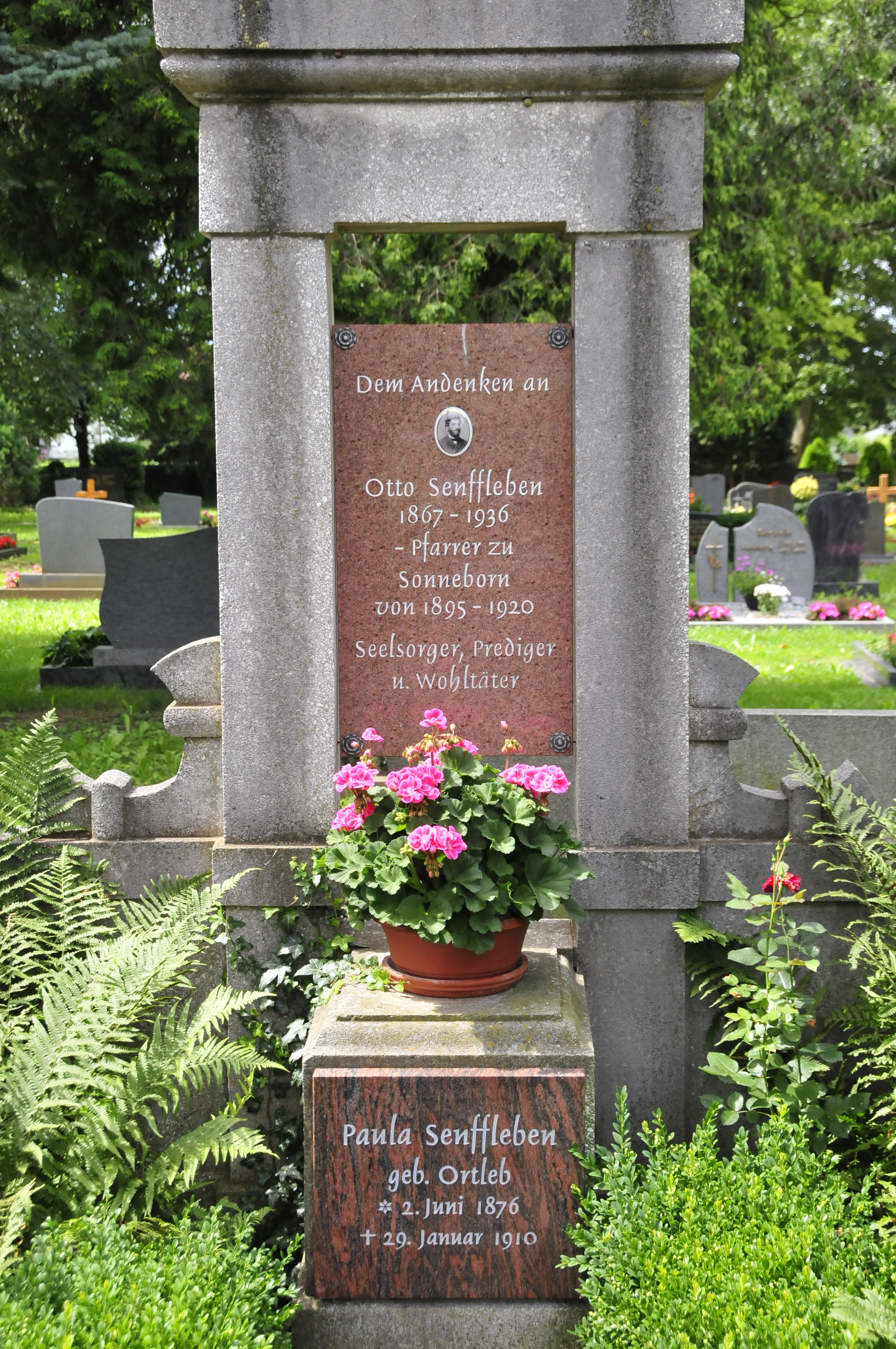
Gedenkstätte in Sonneborn

Otto Senffleben (* 6. Januar 1867 in Ingersleben; † 1936 in Eisenach) war ein protestantischer Theologe.

## Leben
Senffleben wurde als Sohn einer alteingesessenen Bauernfamilie geboren. Sein Vater Heinrich Louis war Maurermeister und Bäcker. Nach dem Schulbesuch im Geburtsort studierte er Theologie an den Universitäten Greifswald und Halle. Nach seiner Zeit als Subdiakon in der Schlosskirche zu Gotha war er von 1895 bis 1920 Pfarrer in Sonneborn und bis 1922 in Eberstädt.
1919 begründete er den Dorfkirchenbund und wurde zum Landesoberpfarrer und Kirchenrat ernannt. Er war Mitbegründer des Volksdienstes der evangelischen Kirche Thüringens und seit 1921 Mitglied des Landeskirchenrates Thüringens. Er war Mitbegründer der protestantischen Zeitung Glaube und Heimat. 1929 ging er hochgeehrt in den Ruhestand und starb 1936 an seiner Wirkungsstätte in Eisenach. Eine Gedenkstätte findet man auf dem Friedhof von Sonneborn.
In Glaube und Heimat veröffentlichte er 1929 in sieben Teilen die Serie Aus meiner Dorfheimat.